# Convocazioni per la Coppa del mondo per club FIFA 2010
Elenco dei giocatori convocati da ciascun club partecipante alla Coppa del mondo per club FIFA 2010.

## Club

### Al-Wahda
Allenatore:  Josef Hickersberger
| N. |                                | Ruolo | Calciatore        |
| -- | ------------------------------ | ----- | ----------------- |
| 1  | Emirati Arabi Uniti (bandiera) | P     | Mutaz Abdulla     |
| 2  | Emirati Arabi Uniti (bandiera) | D     | Yaqoob Al Hosani  |
| 6  | Brasile (bandiera)             | C     | Magrão            |
| 7  | Emirati Arabi Uniti (bandiera) | A     | Mohamed Al Shehhi |
| 8  | Emirati Arabi Uniti (bandiera) | D     | Omar Ali          |
| 9  | Brasile (bandiera)             | A     | Fernando Baiano   |
| 10 | Emirati Arabi Uniti (bandiera) | A     | Ismail Matar      |
| 11 | Emirati Arabi Uniti (bandiera) | A     | Saeed Al Kuthairi |
| 12 | Emirati Arabi Uniti (bandiera) | D     | Khalid Jalal      |
| 13 | Emirati Arabi Uniti (bandiera) | D     | Talal Al Jneibi   |
| 15 | Emirati Arabi Uniti (bandiera) | C     | Fahad Masood      |
| 18 | Emirati Arabi Uniti (bandiera) | P     | Ali Al Hosani     |

| N. |                                | Ruolo | Calciatore            |
| -- | ------------------------------ | ----- | --------------------- |
| 20 | Costa d'Avorio (bandiera)      | A     | Modibo Diarra         |
| 21 | Emirati Arabi Uniti (bandiera) | D     | Bashir Saeed          |
| 23 | Emirati Arabi Uniti (bandiera) | C     | Haider Ali (capitano) |
| 24 | Emirati Arabi Uniti (bandiera) | C     | Abdulrahim Jumaa      |
| 26 | Emirati Arabi Uniti (bandiera) | A     | Mahmoud Khamees       |
| 27 | Emirati Arabi Uniti (bandiera) | A     | Salem Saleh           |
| 28 | Emirati Arabi Uniti (bandiera) | D     | Eissa Ahmed           |
| 36 | Emirati Arabi Uniti (bandiera) | D     | Hamdan Al Kamali      |
| 39 | Emirati Arabi Uniti (bandiera) | C     | Amer Bazuhair         |
| 40 | Emirati Arabi Uniti (bandiera) | P     | Adel Al Hosani        |
| 80 | Brasile (bandiera)             | C     | Hugo                  |

### Hekari United
Allenatore:  Jerry Allen
| N. |                               | Ruolo | Calciatore        |
| -- | ----------------------------- | ----- | ----------------- |
| 1  | Figi (bandiera)               | P     | Simione Tamanisau |
| 2  | Isole Salomone (bandiera)     | D     | Gideon Omokirio   |
| 4  | Papua Nuova Guinea (bandiera) | D     | Trevor Ire        |
| 6  | Isole Salomone (bandiera)     | C     | Abraham Iniga     |
| 7  | Isole Salomone (bandiera)     | C     | Benjamin Mela     |
| 9  | Figi (bandiera)               | A     | Tuimasi Manuca    |
| 10 | Figi (bandiera)               | A     | Osea Vakatalesau  |
| 11 | Isole Salomone (bandiera)     | A     | Joachim Waroi     |
| 12 | Papua Nuova Guinea (bandiera) | C     | David Muta        |
| 13 | Papua Nuova Guinea (bandiera) | C     | Andrew Lepani     |
| 14 | Papua Nuova Guinea (bandiera) | A     | Neil Hans         |
| 15 | Papua Nuova Guinea (bandiera) | C     | Samuel Kini       |

| N. |                               | Ruolo | Calciatore     |
| -- | ----------------------------- | ----- | -------------- |
| 16 | Figi (bandiera)               | C     | Pita Baleitoga |
| 17 | Papua Nuova Guinea (bandiera) | A     | Kema Jack      |
| 18 | Papua Nuova Guinea (bandiera) | C     | Ericson Komeng |
| 19 | Papua Nuova Guinea (bandiera) | D     | Koriak Upaiga  |
| 20 | Papua Nuova Guinea (bandiera) | P     | Gure Gabina    |
| 21 | Figi (bandiera)               | C     | Malakai Tiwa   |
| 22 | Papua Nuova Guinea (bandiera) | P     | David Aua      |
| 23 | Papua Nuova Guinea (bandiera) | A     | Ian Yanum      |
| 25 | Figi (bandiera)               | D     | Alvin Singh    |
| 27 | Isole Salomone (bandiera)     | A     | Rex Honu       |
| 28 | Isole Salomone (bandiera)     | C     | Henry Fa'arodo |

### Internacional
Allenatore:  Celso Roth
| N. |                      | Ruolo | Calciatore          |
| -- | -------------------- | ----- | ------------------- |
| 1  | Brasile (bandiera)   | P     | Renan               |
| 2  | Brasile (bandiera)   | D     | Bolívar (capitano)  |
| 3  | Brasile (bandiera)   | D     | Índio               |
| 4  | Brasile (bandiera)   | D     | Nei                 |
| 5  | Argentina (bandiera) | C     | Pablo Guiñazú       |
| 6  | Brasile (bandiera)   | D     | Kléber              |
| 7  | Brasile (bandiera)   | C     | Tinga               |
| 8  | Brasile (bandiera)   | C     | Giuliano            |
| 9  | Brasile (bandiera)   | A     | Alecsandro          |
| 10 | Argentina (bandiera) | C     | Andrés D'Alessandro |
| 11 | Brasile (bandiera)   | A     | Rafael Sóbis        |
| 12 | Brasile (bandiera)   | C     | Derley              |

| N. |                      | Ruolo | Calciatore            |
| -- | -------------------- | ----- | --------------------- |
| 13 | Brasile (bandiera)   | D     | Rodrigo               |
| 14 | Brasile (bandiera)   | D     | Ronaldo Alves         |
| 15 | Brasile (bandiera)   | C     | Glaydson              |
| 16 | Brasile (bandiera)   | D     | Juan                  |
| 17 | Brasile (bandiera)   | C     | Andrézinho            |
| 18 | Brasile (bandiera)   | C     | Oscar                 |
| 19 | Brasile (bandiera)   | A     | Leandro Damião        |
| 20 | Brasile (bandiera)   | C     | Wilson Mathías        |
| 21 | Brasile (bandiera)   | D     | Daniel                |
| 22 | Argentina (bandiera) | P     | Roberto Abbondanzieri |
| 23 | Brasile (bandiera)   | P     | Lauro                 |

### Inter
Allenatore:  Rafael Benítez
| N. |                        | Ruolo | Calciatore                |
| -- | ---------------------- | ----- | ------------------------- |
| 1  | Brasile (bandiera)     | P     | Júlio César               |
| 2  | Colombia (bandiera)    | D     | Iván Córdoba              |
| 4  | Argentina (bandiera)   | D     | Javier Zanetti (capitano) |
| 5  | Serbia (bandiera)      | C     | Dejan Stanković           |
| 6  | Brasile (bandiera)     | D     | Lúcio                     |
| 8  | Brasile (bandiera)     | C     | Thiago Motta              |
| 9  | Camerun (bandiera)     | A     | Samuel Eto'o              |
| 10 | Paesi Bassi (bandiera) | C     | Wesley Sneijder           |
| 11 | Ghana (bandiera)       | C     | Sulley Muntari            |
| 12 | Italia (bandiera)      | P     | Luca Castellazzi          |
| 13 | Brasile (bandiera)     | D     | Maicon                    |
| 17 | Kenya (bandiera)       | C     | McDonald Mariga           |

| N. |                               | Ruolo | Calciatore        |
| -- | ----------------------------- | ----- | ----------------- |
| 19 | Argentina (bandiera)          | C     | Esteban Cambiasso |
| 21 | Italia (bandiera)             | P     | Paolo Orlandoni   |
| 22 | Argentina (bandiera)          | A     | Diego Milito      |
| 23 | Italia (bandiera)             | D     | Marco Materazzi   |
| 26 | Romania (bandiera)            | D     | Cristian Chivu    |
| 27 | Macedonia del Nord (bandiera) | A     | Goran Pandev      |
| 31 | Romania (bandiera)            | A     | Denis Alibec      |
| 36 | Italia (bandiera)             | D     | Simone Benedetti  |
| 39 | Italia (bandiera)             | D     | Davide Santon     |
| 40 | Nigeria (bandiera)            | C     | Nwankwo Obiora    |
| 88 | Francia (bandiera)            | A     | Jonathan Biabiany |

### Pachuca
Allenatore:  Pablo Marini
| N. |                        | Ruolo | Calciatore               |
| -- | ---------------------- | ----- | ------------------------ |
| 1  | Colombia (bandiera)    | P     | Miguel Calero (capitano) |
| 2  | Messico (bandiera)     | D     | Leobardo López           |
| 4  | Messico (bandiera)     | D     | Marco Iván Pérez         |
| 6  | Stati Uniti (bandiera) | C     | Marco Vidal              |
| 7  | Messico (bandiera)     | C     | Edy Brambila             |
| 9  | Stati Uniti (bandiera) | A     | Hérculez Gómez           |
| 10 | Paraguay (bandiera)    | A     | Édgar Benítez            |
| 11 | Messico (bandiera)     | C     | Braulio Luna             |
| 12 | Messico (bandiera)     | C     | Juan Carlos Rojas        |
| 13 | Messico (bandiera)     | A     | Víctor Mañon             |
| 14 | Messico (bandiera)     | A     | Daniel Arreola           |
| 15 | Messico (bandiera)     | C     | Luis Montes              |

| N. |                        | Ruolo | Calciatore               |
| -- | ---------------------- | ----- | ------------------------ |
| 16 | Messico (bandiera)     | C     | Carlos Gerardo Rodríguez |
| 18 | Stati Uniti (bandiera) | C     | José Francisco Torres    |
| 19 | Argentina (bandiera)   | A     | Darío Cvitanich          |
| 21 | Argentina (bandiera)   | C     | Damián Manso             |
| 22 | Messico (bandiera)     | D     | Paul Aguilar             |
| 23 | Messico (bandiera)     | P     | Carlos Velázquez         |
| 24 | Messico (bandiera)     | C     | Raúl Martínez            |
| 25 | Colombia (bandiera)    | A     | Franco Arizala           |
| 26 | Argentina (bandiera)   | D     | Javier Muñoz Mustafá     |
| 27 | Messico (bandiera)     | C     | Carlos Alberto Peña      |
| 30 | Messico (bandiera)     | P     | Rodolfo Cota             |

### Seongnam
Allenatore:  Shin Tae-Yong
| N. |                          | Ruolo | Calciatore      |
| -- | ------------------------ | ----- | --------------- |
| 1  | Corea del Sud (bandiera) | P     | Jung Sung-ryong |
| 2  | Corea del Sud (bandiera) | D     | Ko Jae-Sung     |
| 3  | Corea del Sud (bandiera) | D     | Yoon Young-Sun  |
| 4  | Australia (bandiera)     | D     | Saša Ognenovski |
| 5  | Corea del Sud (bandiera) | D     | Cho Byung-Kuk   |
| 6  | Corea del Sud (bandiera) | D     | Jeon Kwang-Jin  |
| 8  | Corea del Sud (bandiera) | A     | Choi Sung-Kuk   |
| 9  | Corea del Sud (bandiera) | A     | Cho Dong-Geon   |
| 10 | Montenegro (bandiera)    | A     | Dženan Radončić |
| 11 | Colombia (bandiera)      | C     | Mauricio Molina |
| 13 | Corea del Sud (bandiera) | D     | Jeong Ho-Jeong  |

| N. |                          | Ruolo | Calciatore     |
| -- | ------------------------ | ----- | -------------- |
| 14 | Corea del Sud (bandiera) | A     | Song Ho-Young  |
| 16 | Corea del Sud (bandiera) | C     | Kim Sung-Hwan  |
| 18 | Corea del Sud (bandiera) | A     | Namgung Do     |
| 20 | Corea del Sud (bandiera) | A     | Kim Jin-Yong   |
| 22 | Corea del Sud (bandiera) | D     | Hong Chul      |
| 26 | Corea del Sud (bandiera) | D     | Jang Suk-Won   |
| 30 | Corea del Sud (bandiera) | C     | Jo Jae-Cheol   |
| 31 | Corea del Sud (bandiera) | P     | Lee Sang-Ki    |
| 32 | Corea del Sud (bandiera) | C     | Park Sang-Hee  |
| 38 | Corea del Sud (bandiera) | D     | Yong Hyun-Jin  |
| 41 | Corea del Sud (bandiera) | P     | Kang Sung-Kwan |

### TP Mazembe
Allenatore:  Lamine N'Diaye
| N. |                         | Ruolo | Calciatore           |
| -- | ----------------------- | ----- | -------------------- |
| 1  | RD del Congo (bandiera) | P     | Muteba Kidiaba       |
| 2  | RD del Congo (bandiera) | D     | Joël Kimwaki         |
| 3  | RD del Congo (bandiera) | D     | Kiritsho Kasusula    |
| 4  | RD del Congo (bandiera) | D     | Eric Miala Nkulukutu |
| 5  | RD del Congo (bandiera) | D     | Tshani Mukinayi      |
| 6  | RD del Congo (bandiera) | A     | Déo Kanda A Mukok    |
| 7  | RD del Congo (bandiera) | C     | Patient Mwepu        |
| 8  | RD del Congo (bandiera) | C     | Ndonga Mianga        |
| 10 | Zambia (bandiera)       | A     | Given Singuluma      |
| 11 | RD del Congo (bandiera) | A     | Mulota Kabangu       |
| 12 | RD del Congo (bandiera) | D     | Bawaka Mabele        |

| N. |                         | Ruolo | Calciatore        |
| -- | ----------------------- | ----- | ----------------- |
| 13 | RD del Congo (bandiera) | C     | Bedi Mbenza       |
| 15 | RD del Congo (bandiera) | C     | Dioko Kaluyituka  |
| 16 | Zambia (bandiera)       | D     | Stophira Sunzu    |
| 18 | RD del Congo (bandiera) | A     | Luyeye Mvete      |
| 20 | RD del Congo (bandiera) | C     | Mihayo Kazembe    |
| 21 | RD del Congo (bandiera) | P     | Aimé Bakula       |
| 22 | Camerun (bandiera)      | P     | Laurent Ngome     |
| 24 | Camerun (bandiera)      | A     | Narcisse Ekanga   |
| 27 | RD del Congo (bandiera) | A     | Ngandu Kasongo    |
| 28 | RD del Congo (bandiera) | D     | Tshizeu Kanymbo   |
| 30 | RD del Congo (bandiera) | C     | Kayembe Lufulwabo |